# Milkov (hrad)
Milkov je zaniklý hrad severně od Domaslavi v okrese Tachov. Stával pravděpodobně na ostrožně nad soutokem Podhájského potoka s Hadovkou v nadmořské výšce asi 510 metrů. Od většího hradu Švamberka je vzdálen pouze 1,8 kilometru. Lokalita byla objevena v roce 2007. Tomáš Durdík označil existenci hradu na tomto místě sice za pravděpodobnou, ale navrhl další průzkum k jejímu potvrzení.

## Historie
Zaniklá ves Milkov, která se nachází asi 800 m od lokality, patřila podle falza v roce 1115 kladrubskému klášteru. K samotnému hradu se zřejmě vztahují dvě zprávy. První je z roku 1405 a připomíná Petra ze Švamberka seděním na Milkově. Druhým známým majitelem byl podle zprávy z roku 1423 Petr Labuť seděním na hradě Milkově, který také patřil k rodu Švamberků a v letech 1423–1440 byl purkrabím v Manětíně. Povrchovým průzkumem nebyl získán žádný archeologický materiál.

## Stavební podoba
Hrad stával na skalnaté ostrožně. Její závěrečná část byla od zbytku oddělena obloukovitým příkopem vysekaným ve skále. Dosud je až tři metry hluboký. Nad příkopem se nachází vyvýšenina s rozměry 8 × 6 metrů, která je pravděpodobně pozůstatkem budovy. Za ní je lichoběžníkové hradní jádro bez dalších stop zástavby. Pouze na východní straně je klesající ostroh částečně přeťat příkopovitou rozsedlinou. Obranné možnosti hradu mohly být posíleny rybníky v bočních údolích.

## Přístup
Zbytky hradu jsou volně přístupné. Vede kolem nich modře značená turistická trasa z Domaslavi do Krasíkova.